# Landesausstellung
Als Landesausstellung bezeichnet man im deutschsprachigen Raum einerseits eine Leistungsschau, die das wirtschaftliche Leistungsvermögen eines Landes (Staat bezogen auf die Schweiz, Bundesland jeweils in Deutschland und Österreich) vorstellt, andererseits große historische, kulturhistorische oder kunsthistorische Ausstellungen, die vom jeweiligen Land getragen oder maßgeblich unterstützt werden.

## Liste der einzelnen Landesausstellungs-Artikel

### Deutschland
- Landesausstellung Baden-Württemberg
- Bayerische Landesausstellung
- Brandenburgische Landesausstellung
- Hessische Landesausstellung
- Niedersächsische Landesausstellung
- Landesausstellungen in Rheinland-Pfalz
- Sächsische Landesausstellung
- Landesausstellung Sachsen-Anhalt
- Thüringer Landesausstellung

### Österreich
- Österreichische Landesausstellungen
- Burgenländische Landesausstellung
- Kärntner Landesausstellung
- Niederösterreichische Landesausstellung
- Oberösterreichische Landesausstellung
- Salzburger Landesausstellung
- Steirische Landesausstellung
- Tiroler Landesausstellung
- Vorarlberger Landesausstellung

### Schweiz
- Schweizerische Landesausstellung

## Einzelne Veranstaltungen
- Landesausstellung Baden-Württemberg 1955, Stuttgart-Killesberg 1. Juli bis 2. Oktober 1955
- Die Wittelsbacher am Rhein. Die Kurpfalz und Europa, Ausstellung der Länder Baden-Württemberg, Rheinland-Pfalz und Hessen
- Bayerisch-Österreichische Landesausstellung, siehe Burghausen #Landesausstellung 2012
- Bayerisch-tschechische Landesausstellung
- Budapester Millenniumsausstellung 1896